# 城堡站
城堡站是布拉格地铁A线的一座地鐵站，这个站名源於布拉格城堡，縱使城堡距離該站約10分鐘的步程。

## 車站周邊
- 布拉格城堡